# Salahuddin Abdul Aziz Shah
Salahuddin Abdul Aziz, né le 8 mars 1926 à Kuala Langat et mort le 21 novembre 2001 à Kuala Lumpur, est sultan de l'État de Selangor de 1960 à sa mort et roi de Malaisie de 1999 à sa mort.